# Région de recensement des Aléoutiennes occidentales
La région de recensement des Aléoutiennes occidentales (Aleutians West Census Area en anglais) est une région de recensement de l'État d'Alaska aux États-Unis, partie du borough non organisé.

## Démographie
| Groupe               | Aléoutiennes occidentales | Alaska | États-Unis |
| -------------------- | ------------------------- | ------ | ---------- |
| Blancs               | 34,0                      | 66,7   | 72,4       |
| Asiatiques           | 28,9                      | 5,4    | 4,8        |
| Autochtones d'Alaska | 15,4                      | 14,8   | 0,9        |
| Autres               | 6,3                       | 1,6    | 6,2        |
| Afro-Américains      | 6,0                       | 3,3    | 12,6       |
| Métis                | 5,6                       | 7,3    | 2,9        |
| Océaniens            | 1,9                       | 1,1    | 0,2        |
| Total                | 100                       | 100    | 100        |
|                      |                           |        |            |
| Latino-Américains    | 13,1                      | 5,5    | 16,7       |

Selon l'American Community Survey, pour la période 2011-2015, 49,98 % de la population âgée de plus de 5 ans déclare parler l'anglais à la maison, 23,98 % déclare parler le tagalog, 7,21 % une autre langue polynésienne, 6,71 % l'espagnol, 4,21 % le vietnamien, 2,76 % une langue indigène (principalement l'aléoute), 1,87 % une langue africaine et 3,29 % une autre langue.
| 1960  | 1970  | 1980  | 1990  | 2000  | 2010  |
| ----- | ----- | ----- | ----- | ----- | ----- |
| 6 011 | 8 057 | 7 768 | 9 478 | 5 465 | 5 561 |

## Villes
- Adak
- Atka
- Attu Station
- Nikolski
- Saint George
- Saint Paul
- Unalaska